# Szczytniki Małe (Białoruś)
Szczytniki Małe (biał. Малыя Шчытнікі, Małyja Szczytniki; ros. Малые Щитники, Małyje Szczitniki) – wieś na Białorusi, w obwodzie brzeskim, w rejonie brzeskim, w sielsowiecie Łyszczyce.
Siedziba parafii prawosławnej pw. Opieki Matki Bożej.
Wieś magnacka położona była w końcu XVIII wieku w hrabstwie wołczyńskim w powiecie brzeskolitewskim województwa brzeskolitewskiego. 

## Geografia
Miejscowość leży ok. 19 km na północny zachód od centrum Brześcia; na południowy wschód od Szczytnik Wielkich i na południowy zachód od Łyszczyc Nowych oraz stacji kolejowej Łyszczyce na linii 43. Na południe od Szczytnik Małych znajdują się wsie sielsowietu motykalskiego: Wielamowicze, Rakowica Wielka i Rakowica Mała. Ponadto w pobliżu przepływa strumień Soroka oraz przebiega droga republikańska (krajowa) R16 (odnoga drogi magistralnej M1) biegnąca od Tuchenicz do polsko-białoruskiego przejścia granicznego Połowce-Pieszczatka).

## Historia
Wzmiankowana w XV w. Na początku XVIII w. – w obrębie dóbr Sapiehów, następnie kolejno: Flemingów, Poniatowskich, Czartoryskich i Ponikwickich. W XIX w. Szczytniki były własnością Tukałłów. W okresie międzywojennym majątek należał do Zofii z Tukałłów Szrajberowej. 
W XIX w. Szczytniki znajdowały się w gminie Łyszczyce w powiecie brzeskim guberni grodzieńskiej.
W okresie międzywojennym miejscowość należała początkowo do gminy Łyszczyce, a następnie do gminy Motykały w powiecie brzeskim województwa poleskiego II RP. Według spisu powszechnego z 1921 r. była to wieś licząca 31 domów. Mieszkało tu 137 osób: 58 mężczyzn, 79 kobiet. W większości mieszkańcy byli prawosławni (124), jednak 13 było rzymskimi katolikami. 119 deklarowało narodowość białoruską, a 18 – polską.
Po II wojnie światowej Szczytniki Małe znalazły się w granicach ZSRR i od 1991 r. – w niepodległej Białorusi.

## Zabytki i pomniki

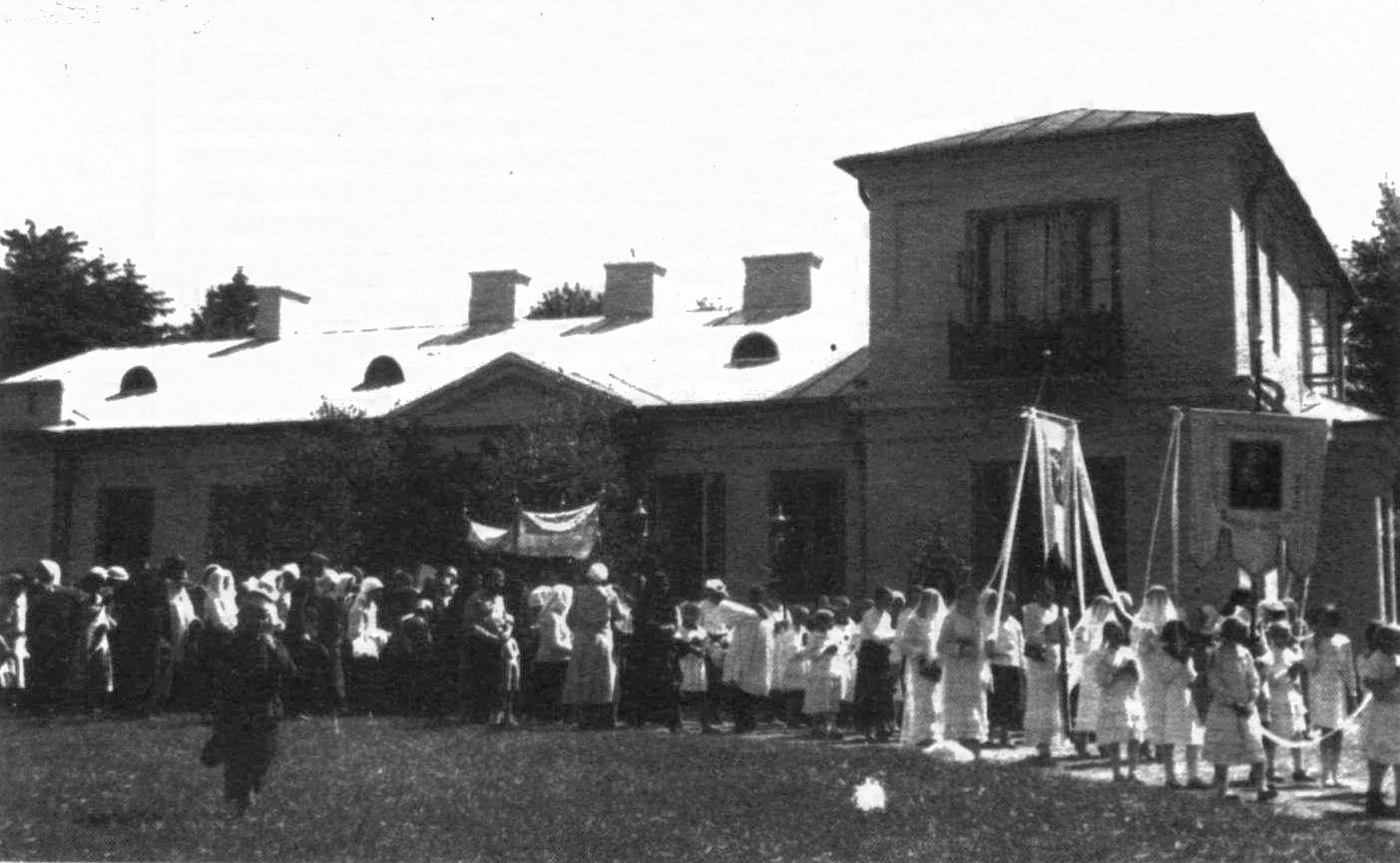
Dwór w Szczytnikach Małych w dwudziestoleciu międzywojennym

- Cerkiew Opieki Matki Bożej (Pokrowy), ufundowana przez Stanisława Poniatowskiego w 1742, pierwotnie cerkiew unicka lub kościół rzymskokatolicki pod wezwaniem Najświętszego Serca Jezusa. Zniszczona w czasie powstania kościuszkowskiego odbudowana na początku XIX wieku przez Ponikwickich jako budowla o cechach barokowych, na planie prostokąta. Po 1839 zamieniona na świątynię prawosławną. W okresie międzywojennym użytkowana przez katolików. Po II wojnie światowej zamknięta, w latach dziewięćdziesiątych została przekazana prawosławnym i odnowiona.
- Zespół dworsko-parkowy Tukałłów: dwór Tukałłów, murowana oficyna (prawdopodobnie dawna wozownia), drewniany spichlerz dworski, zbudowany z grubych bali i nakryty dachem przyczółkowym, resztki parku krajobrazowego. Budynek rezydencji Tukałłów, pochodzi z pocz. XX w., wybudowany w stylu neoklasycystycznym, murowany, parterowy z piwnicami, zbudowany na miejscu drewnianego dworu Ponikwickich (z pocz. XIX w.), który spłonął w 1895 r. W 1961 r. został częściowo rozebrany, a pozostałości przebudowano na dom mieszkalny.
- Stary cmentarz katolicki.
- Kamień upamiętniający Kazimierza Łyszczyńskiego, ustawiony w 1998 r. w pobliżu cerkwi Pokrowskiej.